# Noel Baxter
Pour les articles homonymes, voir Baxter.
Noel Baxter, né le 25 juillet 1981 à Dundee, est un skieur alpin britannique.

## Biographie
Il est le frère d'Alain Baxter, aussi skieur alpin et cousin de Lesley McKenna, snowboardeuse.
Actif dans des compétitions officielles depuis 2004, il fait ses débuts dans la Coupe d'Europe en 2001 et y compte deux cinquièmes places à Kranjska Gora en 2003 et 2006. En janvier 2002, il découvre la Coupe du monde au slalom de Wengen, piste même où il se qualifie pour la première fois sur une deuxième manche de slalom avec une 26e place finale. En novembre 2006, il marque aussi des points en combiné à Beaver Creek (28e).
Il a participé aux Jeux olympiques d'hiver de 2002 où il est 20e du slalom et de 2006 où il est 14e du combiné et 20e du slalom.
Aux Championnats du monde, son meilleur résultat est une 15e place en slalom en 2007 à Åre. Il a été sélectionné aussi aux Championnats du monde en 2003, 2005, 2009 et 2011.
Il monte sur un podium sur la Coupe nord-américaine en décembre 2009 à Panorama (slalom) et gagne une course de la Coupe australe en septembre 2009 (super combiné).
Baxter dispute son ultime compétition dans l'élite aux Championnats du monde 2011.

## Palmarès

### Jeux olympiques d'hiver
| Épreuve / Édition | Salt Lake City 2002 | Turin 2006 |
| Slalom            | 20e                 | 20e        |
| Combiné           |                     | 14e        |

### Championnats du monde
| Épreuve / Édition | Saint-Moritz 2003 | Bormio 2005 | Åre 2007 | Val d'Isère 2009 | Garmisch-Partenkirchen 2011 |
| Slalom géant      |                   | Abandon     | Abandon  | 35e              | Abandon                     |
| Slalom            | 24e               | 21e         | 15e      | 17e              | Abandon                     |
| Super G           |                   |             | 38e      |                  |                             |
| Combiné           |                   |             | 25e      |                  |                             |

### Coupe du monde
- Meilleur classement général : 135e en 2004.
- Meilleur résultat : 26e.

| Saison/Classement | Général | Général | Slalom | Slalom | Combiné | Combiné |
| Saison/Classement | Class.  | Points  | Class. | Points | Class.  | Points  |
| ----------------- | ------- | ------- | ------ | ------ | ------- | ------- |
| 2004              | 135e    | 5       | 56e    | 5      |         |         |
| 2009              | 143e    | 3       | -      | -      | 49e     | 3       |

### Coupe nord-américaine
- 1 podium.